# Gönnebek
Gönnebek är en kommun och ort i Kreis Segeberg i förbundslandet Schleswig-Holstein i Tyskland.
Kommunen ingår i kommunalförbundet Amt Bornhöved tillsammans med ytterligare sju kommuner.